# Hug XIII de Lusignan
Hug XIII de Lusignan, dit com els seus antecessors l'Ós, (25 de juny de 1259 - Angulema, 1 de novembre de 1303) fou un noble francès, fill d'Hug XII de Lusignan, senyor de Lusignan, comte de la Marca, comte d'Angulema i vescomte o comte consort de Porhoët. Va succeir al seu pare el 1270 a Lusignan, la Marca i Angulema a la seva mare a Porhoët després del 1273. Es va casar el 1276 amb Beatriu de Borgonya, filla del duc Hug IV de Borgonya i de Beatriu de Xampanya, que li va sobreviure (va morir el 31 de maig de 1329). Van testar l'1 d'abril de 1285. A la seva mort l'1 de novembre de 1303 no tenia fills i el va succeir el seu germà Guiu I de Lusignan.